# قایق توپ‌دار کلاس الگرین
قایق توپ‌دار کلاس الگرین (به انگلیسی: Algerine-class gunboat) یک کلاس از قایق‌های توپ‌دار است که طول آن ۱۲۵ فوت ۰ اینچ (۳۸٫۱ متر) می‌باشد.